# Estación Tucumán (Mitre)
Tucumán es una estación terminal ferroviaria del Ferrocarril General Bartolomé Mitre de la red ferroviaria argentina, en el ramal que une las estaciones de Retiro Mitre en la Ciudad Autónoma de Buenos Aires  y la ciudad de San Miguel de Tucumán, en la cual se encuentra ubicada.
Fue inaugurada por el Ferrocarril Buenos Aires a Rosario en 1891, siendo conocida cómo la "Estación Súnchales". Se caracteriza por su monumentalidad arquitectónica y sus tinglados de hierro forjado, construida por Andrew Handyside, en Britania Ironworks. En 1908 pasa a formar  parte del Ferrocarril Central Argentino, luego de la fusión entre esta última y el FCBAyR. Estaba equipada para ser un punto de almacenamiento, distribución y embarque de mercadería, cómo también, sus servicio de pasajeros era uno de los más masivos del norte argentino; entre los que se destacan el "Expreso Buenos Aires-Tucumán", servicio que fuera inaugurado en 1969. Dotada de una vía de trocha compartida en una de sus plataformas, recibía servicios del Ferrocarril General Belgrano.-

## Servicios
Desde noviembre de 2019 las formaciones ya no llegan a esta estación debido al socavamiento del puente sobre el río Salí, quedando la estación Cevil Pozo como terminal provisoria.
Desde la terminal provisoria estación Cevil Pozo, a 12,3 km de esta estación, se prestan servicios dos veces por semana desde y hacia la Estación Retiro en la ciudad de Buenos Aires, parando en las localidades de Rosario, Rafaela, Ceres, Pinto, Colonia Dora y La Banda.
Desde octubre de 2014 la empresa estatal Trenes Argentinos Operaciones se hace cargo plenamente de este servicio.
En octubre de 2022, se adjudicó la licitación para la reparación del puente en el Río Salí, para la vuelta del servicio de pasajeros a San Miguel de Tucumán.
En junio de 2023 se anunció de que para octubre del corriente las formaciones volverán a llegar a esta estación. Y efectivamente para fines de octubre de 2023, ya se pueden reservar pasajes para esta estación.

## Ubicación e Infraestructura
La estación de pasajeros se encuentra al frente de la plaza Alberdi, sobre calle provincia de Corrientes 
Posee 3 plataformas para formaciones de larga distancia; un depósito para alistamiento de material ferroviario, y una cochera para el resguardo de coches de pasajeros de larga distancia.

## Galería de imágenes

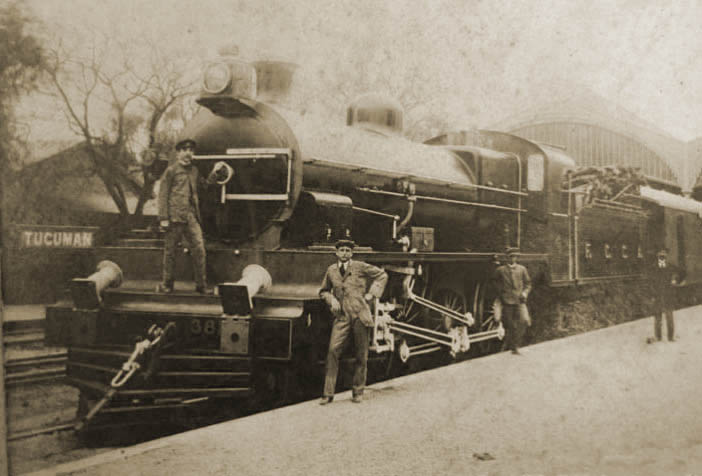
Maquinistas en la estación, c. 1910
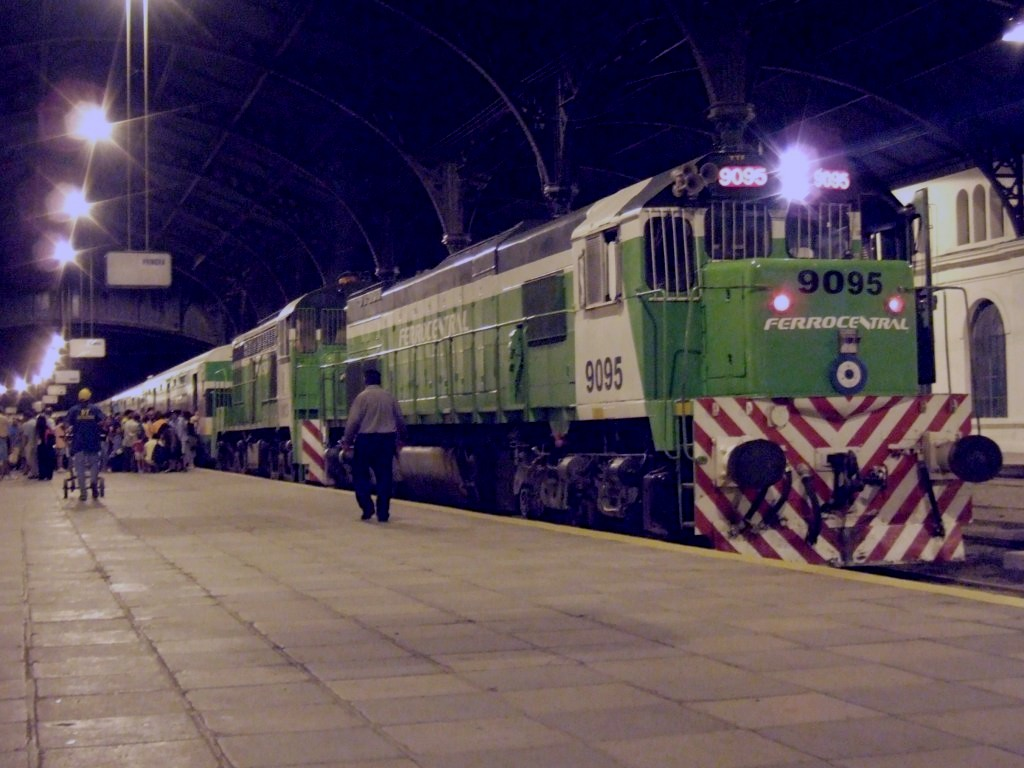
Formación de Ferrocentral
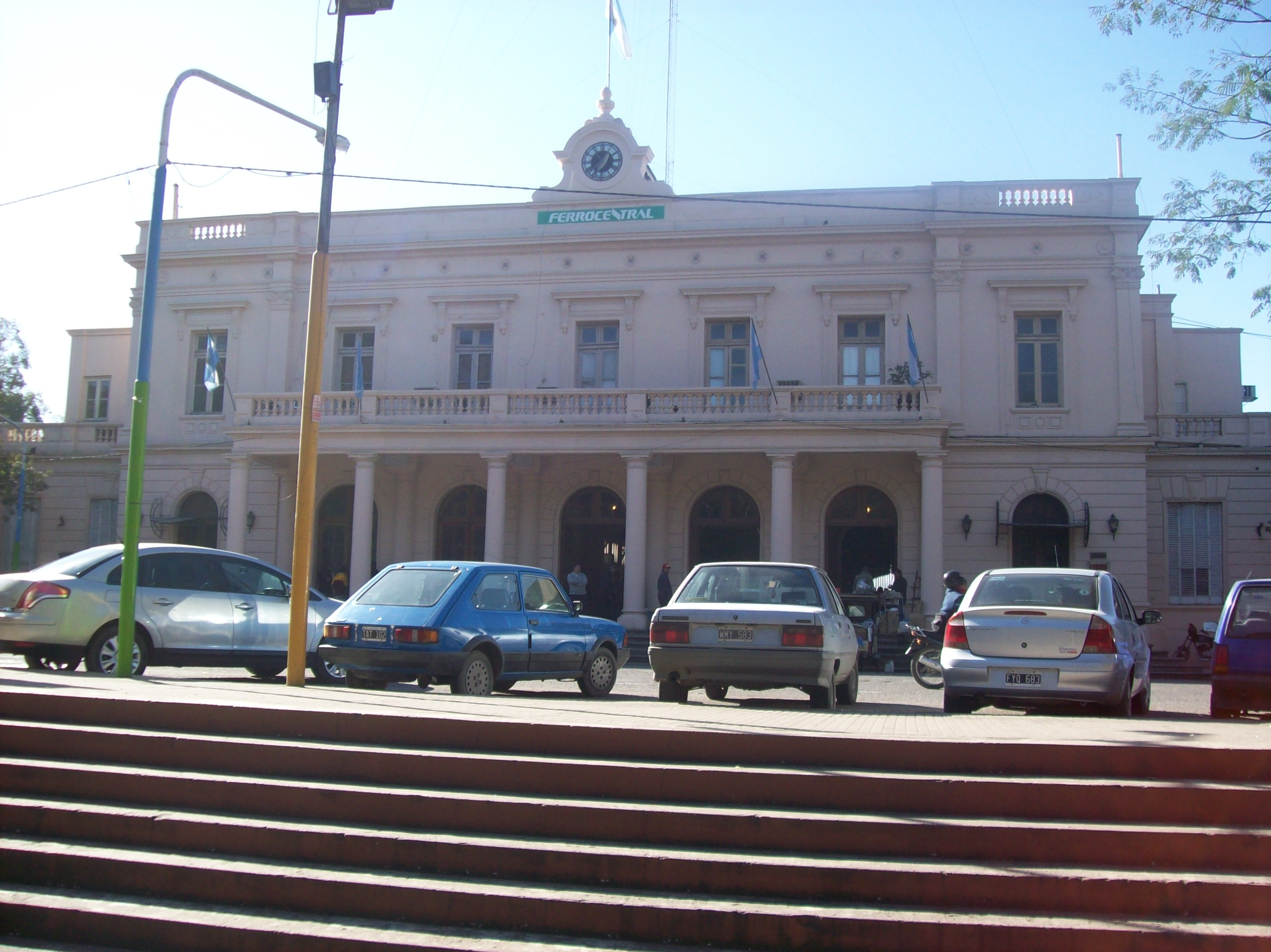
Otra vista de la fachada de la estación
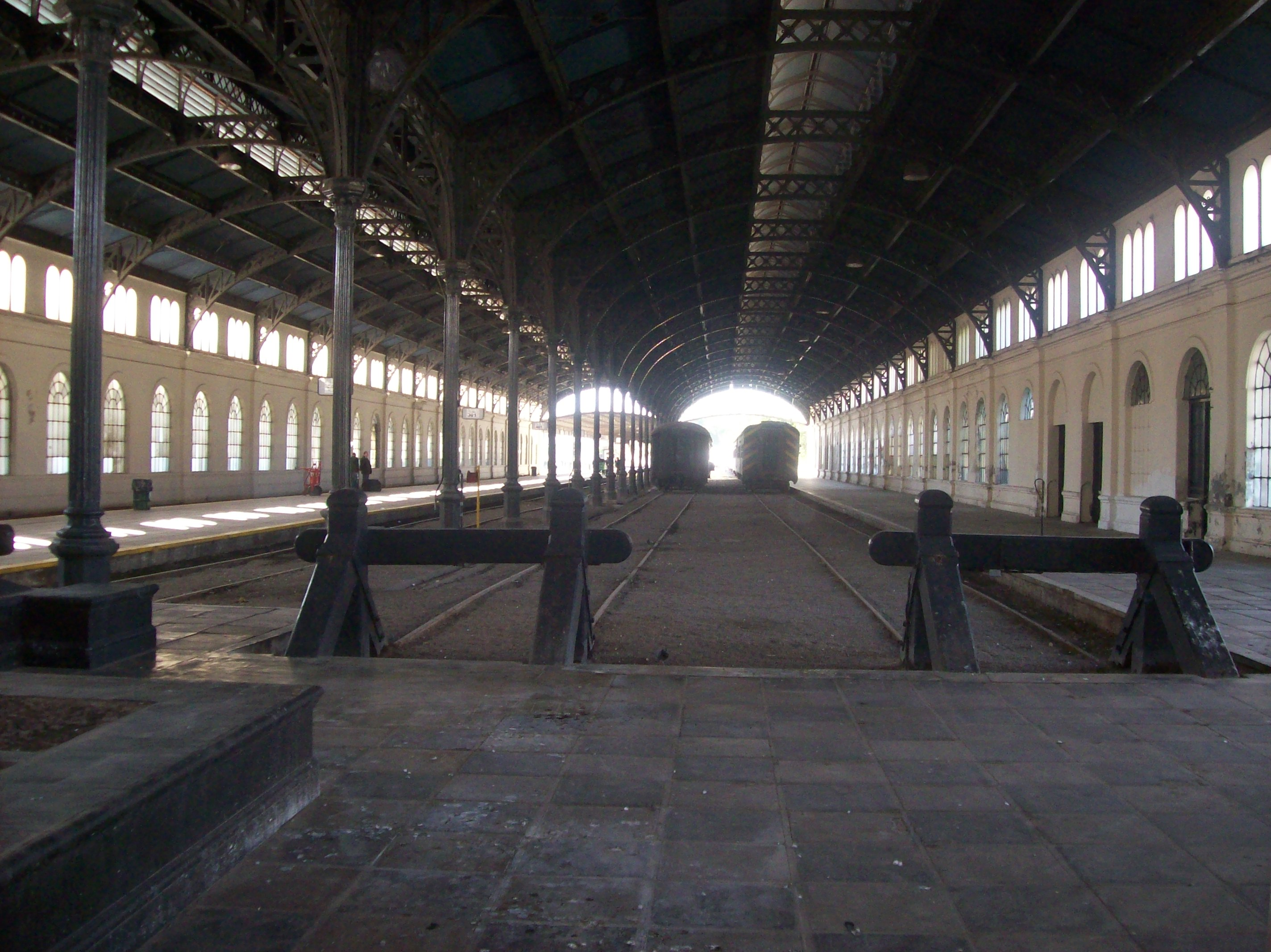
Andenes de la estación
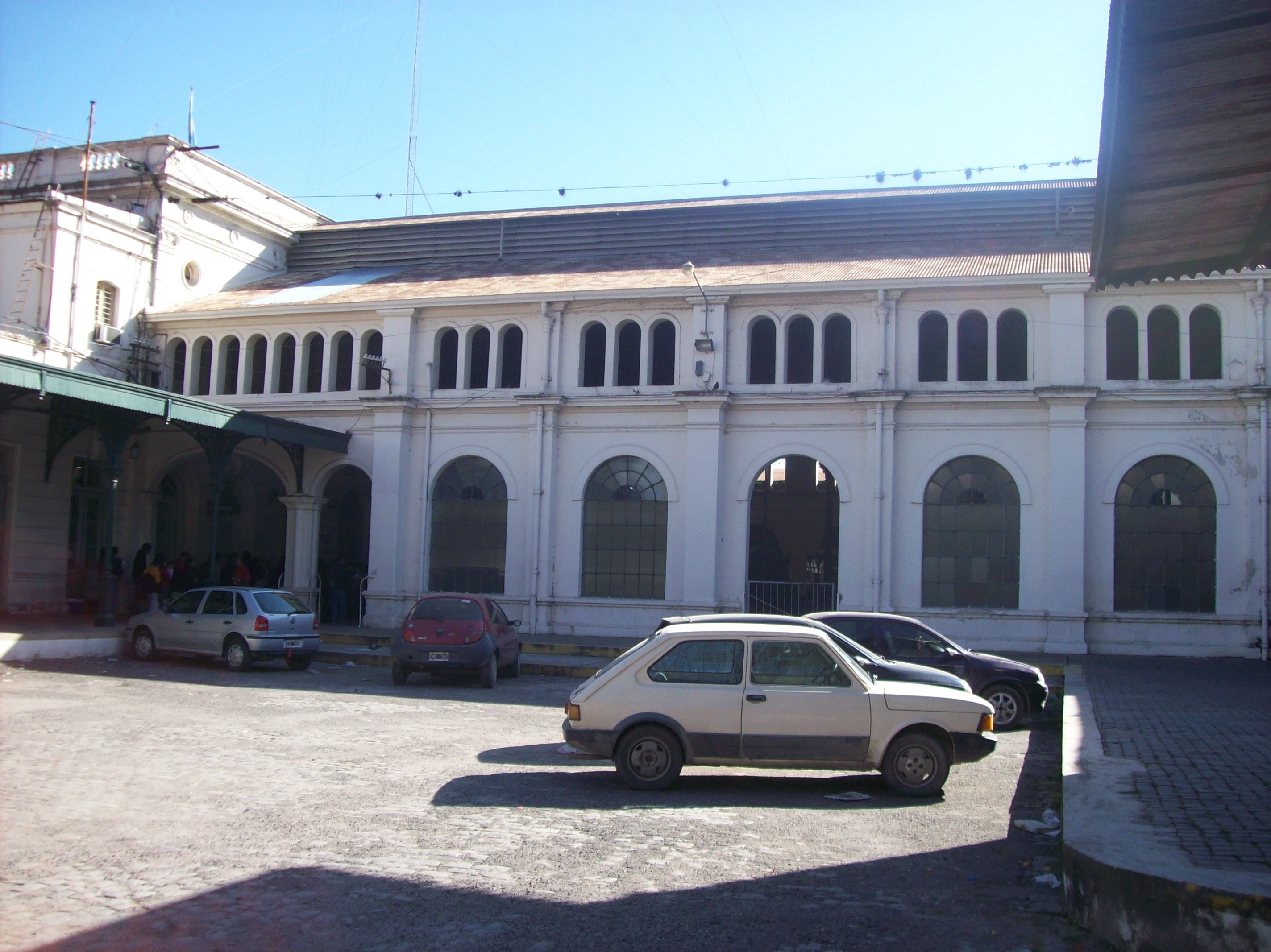
Entrada lateral de la estación
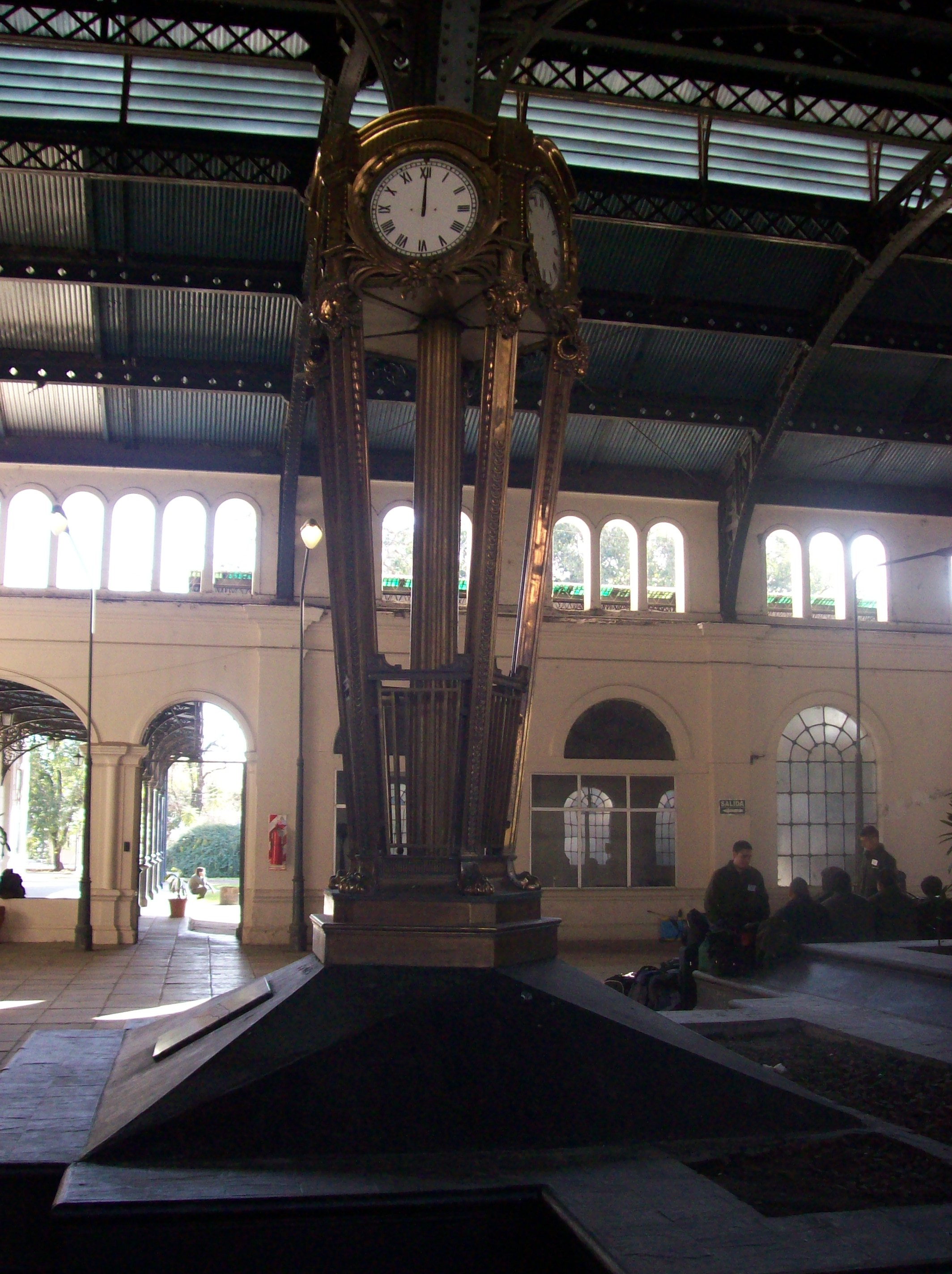
Reloj de la estación, en el interior de la misma
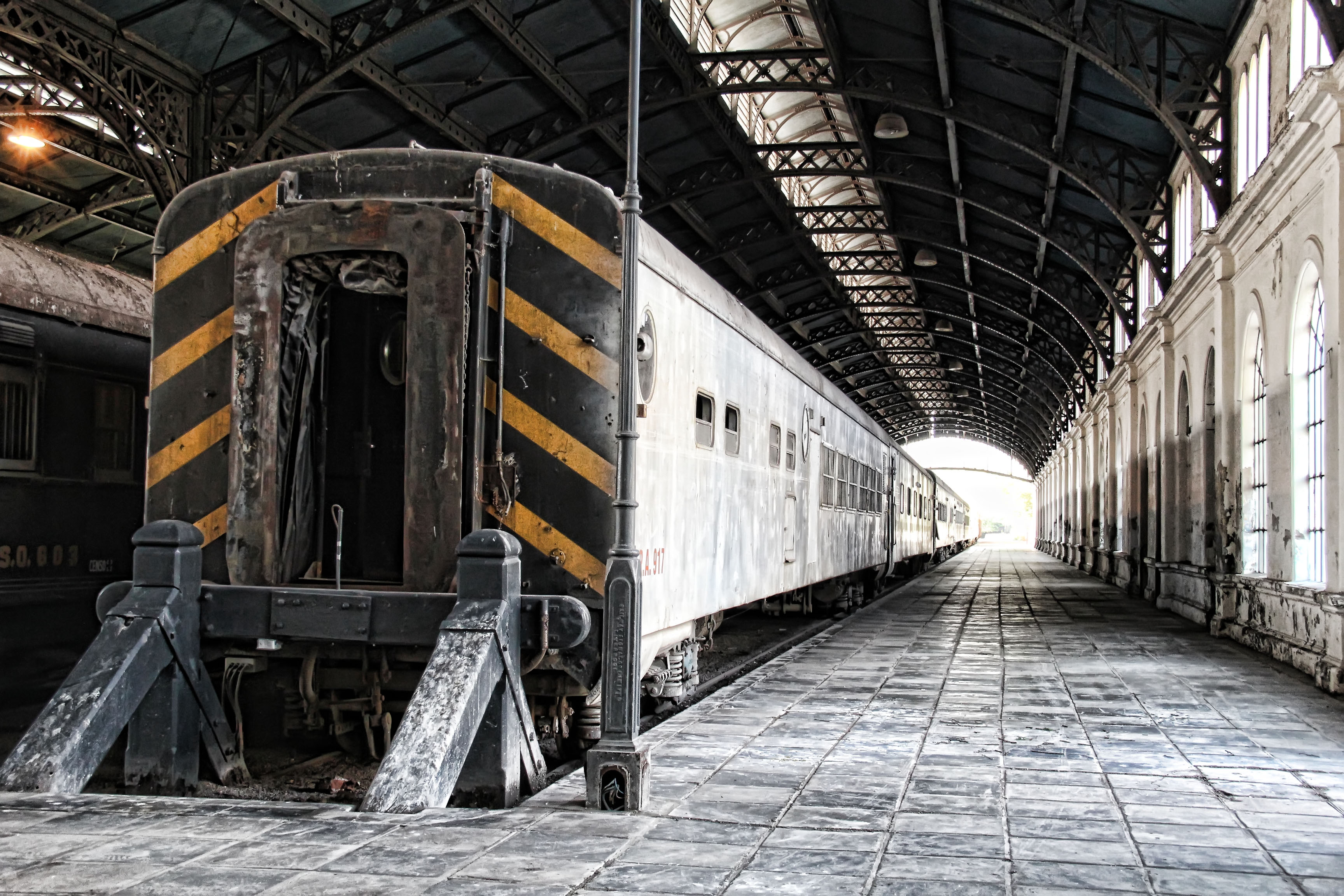
Un viejo coche estacionado en la estación.